# Espies disfressats
Espies disfressats (títol original: Spies in Disguise) és una pel·lícula estatunidenca d'animació per ordinador produïda per Blue Sky Studios. És una història de comèdia i d'espies estrenada als cinemes el 25 de desembre del 2019. Ha estat doblada al català. Va recaptar 171 milions de dòlars arreu del món i va ser ben valorada per la crítica.

## Argument
L'espia Lance Sterling i el científic Walter Beckett són pols del tot oposats. En Lance és tranquil i afable. En Walter, no. En Walter compensa la seva manca d'habilitats socials amb un immens enginy per a la creació d'artefactes que en Lance utilitza en les seves missions. Un dia, la història gira de manera inesperada i es veuen obligats a fer-se confiança i a treballar en equip. Si no se’n surten, el món sencer estarà en perill.

## Doblatge
| Personatge              | Veu original     | Veu catalana        |
| ----------------------- | ---------------- | ------------------- |
| Lance Sterling          | Will Smith       | Sergi Zamora        |
| Walter Beckett          | Tom Holland      | Masumi Mutsuda      |
| Marcy Kappel            | Rashida Jones    | Marta Barbará       |
| Killian                 | Ben Mendelsohn   | Eduard Farelo       |
| Joia "Tristoia" Jenkins | Reba McEntire    | Roser Batalla       |
| Wendy Beckett           | Rachel Brosnahan | Isabel Valls        |
| Ulls                    | Karen Gillan     | Carla Mercader      |
| Orelles                 | DJ Khaled        | Rafa Calvo Suárez   |
| Walter Beckett nen      | Jarrett Bruno    | Mario Blasco        |
| Katsu Kimura            | Masi Oka         | Xavier Fernández    |
| Geraldine               | Carla Jimenez    | Maria Lluïsa Magaña |